# Cyclomia purpuraria
Cyclomia purpuraria är en fjärilsart som beskrevs av George Francis Hampson 1904. Cyclomia purpuraria ingår i släktet Cyclomia och familjen mätare. Inga underarter finns listade i Catalogue of Life.